# Kościół św. Barbary i klasztor kapucynów w Kalkarze
Kościół św. Barbary (malt. Il-knisja ta’ Santa Barbara, ang. Church of Santa Barbara), znany też jako kościół św. Liberaty (malt. Il-knisja ta’ Santa Liberata, ang. Santa Liberata Church) – rzymskokatolicki kościół znajdujący się w Kalkarze na Malcie. Kościół należy do parafii św. Józefa w tej miejscowości. Do kościoła przylega klasztor kapucynów, którzy prowadzą posługę duszpasterską w kościele. 

## Historia
Niejaki Giuseppe Valerio Abela podarował kapucynom działkę na terenie zwanym „tal-Għasli” w Kalkarze, aby ci mogli zbudować nań klasztor i kościół. Kamień węgielny pod nowe budynki, pobłogosławiony przez arcybiskupa Paula Alphérana de Bussan położony został 18 czerwca 1736 roku. Projektantem obu budynków był mnich-kapucyn Fra Giuseppe, zaś koszty budowy zostały pokryte ze zbiórki pieniędzy, w tym od wielkiego mistrza António Manoela de Vilheny. Kościół i klasztor zostały zaingurowane i pobłogosławione 2 sierpnia 1743 roku, zaś kościół pod wezwaniem św. Barbary konsekrowany 18 czerwca 1747 roku.

## Architektura

### Wygląd zewnętrzny
Kościół jest prosty i zbudowany w stylu narzuconym przez sam zakon kapucynów. Przed fasadą kościół posiada portyk z czterema dużymi kolumnami i małą, z jednym dzwonkiem, dzwonnicą typu bell-cot z tyłu.
Z przodu portyku znajdują się dwa duże kamienne posągi w niszach, po jednej z każdej strony. Przedstawiają one dwie kobiety, przypuszczalnie św. Barbarę i św. Liberatę. Fasada ta została przebudowana na początku XIX wieku po tym, jak została uszkodzona podczas blokady Francuzów przez Maltańczyków. Posągi są wykonane z kamienia, ale nie jest znany ich wykonawca.
Z posągami wiąże się pewna tajemnica. W pobliżu stóp lewej figury znajduje się wieża na szczycie czegoś, co wygląda jak płomień, podczas gdy u stóp prawej figury widoczny jest tylny koniec działa. Te dwa symbole związane są ze św. Barbarą. Na cokole lewej figury, spod resztek czarnej farby, którą zrobiony był napis "Santa Barbara" wyziera wyraźnie wykuty napis "Santa Liberata", to samo jest na sąsiednim cokole – pod złuszczającym się napisem "Santa Liberata" widać wykuty napis "Santa Barbara". Kto i dlaczego zamienił imiona świętych pozostaje niewiadomą. Na starych zdjęciach sprzed II wojny światowej nie widać żadnych napisów na cokołach.
Po lewej stronie przylega do kompleksu kwadratowa wieża z zegarami, które zostały wykonane w 1873 roku przez Mikelanġela Sapiano. 
Warto też wspomnieć, że po prawej stronie placu przed kościołem znajduje się mała kaplica poświęcona Matce Bożej z Lourdes.

### Wnętrze
Projekt ołtarza głównego wykonał architekt Romano Carapecchia, a zapłacił za niego Frà Philipp Wilhelm von Nesselrode und Reichenstein, który był wielkim bajlifem języka niemieckiego.

#### Obraz tytularny
Obraz tytularny przedstawia Męczeństwo św. Barbary i został namalowany w roku 1739 przez włoskiego artystę Agostino Masucciego (1691–1758) na zlecenie von Nesselrodego. Na obrazie o wymiarach 289x169 cm przedstawiona jest klęcząca św. Barbara ubrana w proste szaty. Po lewej stronie jej ojciec Dioscorus, ubrany jak rzymski żołnierz, wyciąga miecz z pochwy, aby odciąć jej głowę. Na szczycie obrazu Madonna z Dzieciątkiem i towarzyszące im trzy małe aniołki. Prawy z nich trzyma w dłoni palmę i wieniec, które są odpowiednio dwoma symbolami męczeństwa i zwycięstwa. Po prawej stronie Masucci namalował wieżę z trzema oknami, która jest typowym symbolem związanym ze świętą. Po lewej stronie scena miasta, prawdopodobnie Rzymu ze względu na małą piramidę w pobliżu murów miejskich, prawdopodobnie grobowca Cestiusza. Masucci pracował nad tym obrazem w Rzymie i jest on dziś uważany za ważny przykład stylu w malarstwie panującego w Rzymie w pierwszej połowie XVIII wieku.
Obraz był naprawiany po II wojnie światowej oraz w roku 1996, w oby przypadkach po uszkodzeniach, zaś od grudnia 2010 do września 2011 został poddany gruntownej renowacji z zastosowaniem najnowszych środków i technik.

#### Kaplice
Poza ołtarzem głównym z kościele znajduje się sześć ołtarzy bocznych umieszczonych w kaplicach, po trzy z każdej strony nawy.
Zaczynając od ołtarza głównego, po lewej stronie patrząc od drzwi, znajdują się:
- kaplica św. Franciszka z Asyżu – obraz w kamiennej nastawie ołtarzowej, ponad nim mały okrągły. Po obu stronach ołtarza znajdują się nisze z posągami św. Fidelisa i św. Wawrzyńca. Na samym ołtarzu, przed tabernakulum figurka Serce Jezusa.
- kaplica św. Antoniego Padewskiego – kiedyś znajdowała się tam duża figura świętego, dziś w niszy nad ołtarzem duży krucyfiks otoczony marmurową nastawą. Sam ołtarz również jest wykonany z kolorowego marmuru.
- kaplica św. Judy – niegdyś były tam obrazy Ecce Homo oraz Św. Jan Ewangelista, dziś stoi tam figura św. Judy.

Po prawej zaś stronie nawy znajdują się:
- kaplica Matki Bożej Opatrzności – w przeszłości kaplica Niepokalanego Poczęcia z obrazem o tej tematyce, dziś w ołtarzu obraz Matki Bożej Opatrzności z Dzieciątkiem w ramionach. Nastawa z kolorowego marmuru z jońskimi pilastrami. Po bokach ołtarza w niszach figury św. Weroniki Giuliani i św. Klary z Asyżu.
- kaplica św. Feliksa z Kantalicjo – w ołtarzu znajduje się figura patrona kaplicy, włoskiego kapucyna. Po obu stronach ołtarza figury aniołów. Kaplica jest głębsza niż pozostałe, ołtarz jest oddzielony od reszty kaplicy balaskami ołtarzowymi. Kaplicę przykrywa kopuła, jedyna widoczna z zewnątrz kościoła.
- kaplica Matki Bożej Loretańskiej – w podstawie ołtarza eksponowane są relikwie św. Liberaty, po bokach ołtarza, nad którym wisi obraz tytularny, niewielkie figury dwóch aniołów. Przy lewej ścianie, w oszklonej gablocie duża figura św. Józefa z Dzieciątkiem na ręku. Na obu ścianach duże obrazy Antonio Grecha Męczeństwo św. Liberaty, oraz dwa mniejsze obrazy nieznanych malarzy Święty Jan Nepomucen oraz Jezus ze św. Franciszkiem.

#### Inne dzieła sztuki
Inne obrazy w kościele zasługujące na uwagę to Święta Filomena Ġiużeppi Hyzlera, oraz Święty Franciszek z Asyżu i Święty Dominik, dzieła Antona Falzona, wykonane w 1862 roku i umieszczone po obu stronach obrazu tytularnego.

Posąg św. Jana Ewangelisty wykonał Karlu Darmanin. Antonio Zammit namalował portrety generała kapucynów, dwóch prowincjałów, dwóch gwardzistów i Ojca Świętego. W klasztorze znajdują się też portrety wielkiego mistrza Manoela de Vilheny, bajlifa Solaro i Giuseppe Abeli, wielkich dobroczyńców tego klasztoru.

W niszy, która znajduje się pomiędzy kaplicami św. Franciszka z Asyżu i św. Antoniego z Padwy, ambona wsparta na konfesjonale. Również w niszy, która znajduje się naprzeciw, pomiędzy kaplicami Niepokalanego Poczęcia i św. Feliksa z Cantalicjo, znajduje się marmurowa tablica upamiętniająca konsekrację tego kościoła przez biskupa Paula Alpherana de Bussan w dniu 18 czerwca 1747 roku.

Kościół jest pełen nagrobków, tablic pamiątkowych, małych posągów, małych obrazów, żyrandoli, lamp i innych dekoracji. Płyty nagrobne zmarłych można znaleźć również w niektórych korytarzach za kaplicami, prowadzącymi do zakrystii. Na ścianach wokół kościoła znajduje się również zestaw dużych obrazów Via Sagra, każdy w rzeźbionej drewnianej ramie.

Z tyłu kościoła znajdują się dwie kropielnice wykonane z szarego marmuru, po jednej z każdej strony drzwi wejściowych.
Nad drzwiami wejściowymi znajduje się również spora drewniana galeria.

#### Inne
Ciekawym szczegółem związanym z tym kościołem jest fakt, że ludzie znają go bardzo dobrze jako "Santa Liberata". Powodem tego jest to, że w XVIII wieku z Rzymu zostały sprowadzone do tego kościoła relikwie św. Liberaty. Zbudowano ołtarz, a w jego mensie umieszczono relikwie. Są one nadal wystawione na cześć publiczną i dlatego ludzie nazywają ten kościół „Santa Liberata”. Szczątki zostały przekazane maltańskim kapucynom przez papieża Benedykta XIV. Ze szczątkami przywieziono również ampułkę z krwią oraz zaświadczenie autentyczności stwierdzające, że szczątki zostały zabrane z rzymskiego cmentarza San Kallisto.
Tutaj należy pamiętać, że wiele z tych „świętych ciał”, które mamy w naszych kościołach, to szczątki męczenników, które znaleziono w katakumbach w Rzymie. Nie zidentyfikowano ich i dlatego nadano im nazwy opisujące niektóre cnoty, takie jak Candida (Czysta), Felicita (Szczęśliwa), Maximus (Wielki), Costanza (Wierna), Victorius (Zwycięzca) i Liberata (Wyzwolona).

Były sędzia Giovanni Bonello, w jednej z książek z serii „Histories of Malta” (tom 12, Confusions and Conclusions), mówi na ten temat i spekuluje (z przymrużeniem oka), że… papież wybrał imię "Santa Liberata" dla tych szczątków, ponieważ kapucyni, którzy złożyli prośbę, znani są z noszenia brody.

## Kościół dziś
Obecnie kościół i klasztor są centrum lokalnej działalności duszpasterskiej. Msze święte odprawiane są codziennie rano, a kolejna wieczorem, w ciągu tygodnia, latem i zimą. 

## Ochrona dziedzictwa kulturowego
27 sierpnia 2012 roku kościół i klasztor zostały wpisane na listę National Inventory of the Cultural Property of the Maltese Islands pod numerem 00651.